# Шеметов, Сергей Ильич
Сергей Ильич Шеметов (18 [30] сентября 1872, Звериноголовское, Оренбургская губерния — не ранее май 1930, неизвестно) — писарь, учитель, станичный атаман, депутат III Государственной думы Российской империи от Оренбургской губернии (1907—1912). Основал в 1912 году «платную дачу», дав начало практике санаторно-куроутного лечения в Зауралье. Член «комиссии по вылавливанию большевиков» в период Гражданской войны; лишенец, страховой агент и продавец в советское время.

## Биография

### Ранние годы. Учитель и атаман
Сергей Шеметов родился 18 (30) сентября 1872 года в малоимущей казачьей семье в станице Звериноголовской Звериноголовского станичного юрта Челябинского уезда Оренбургской губернии, который относился к Войсковой территории Челябинского уезда (3-й военный отдел Оренбургского казачьего войска), ныне село — административный центр Звериноголовского муниципального округа Курганской области.
Окончил Звериноголовское двухклассное сельское училище, сдал экзамен на звание учителя и начал служить преподавателем в казачьей школе (с 1889 по 1893 год).
Затем, до 1898 года, Шеметов находился на действительной военной службе — состоял писарем в Управлении Третьего военного отдела Оренбургского казачьего войска. Был атаманом Звериноголовскаго посёлка в 1902—1905 годах, а затем — и атаманом станицы с годовым жалованьем в 350 рублей (1906—1907). Занимался сельским хозяйством — земледелием на 25 десятинах надельной земли; имел «недвижимую собственность», оценённую в 5000 рублей.

### Депутат III Думы

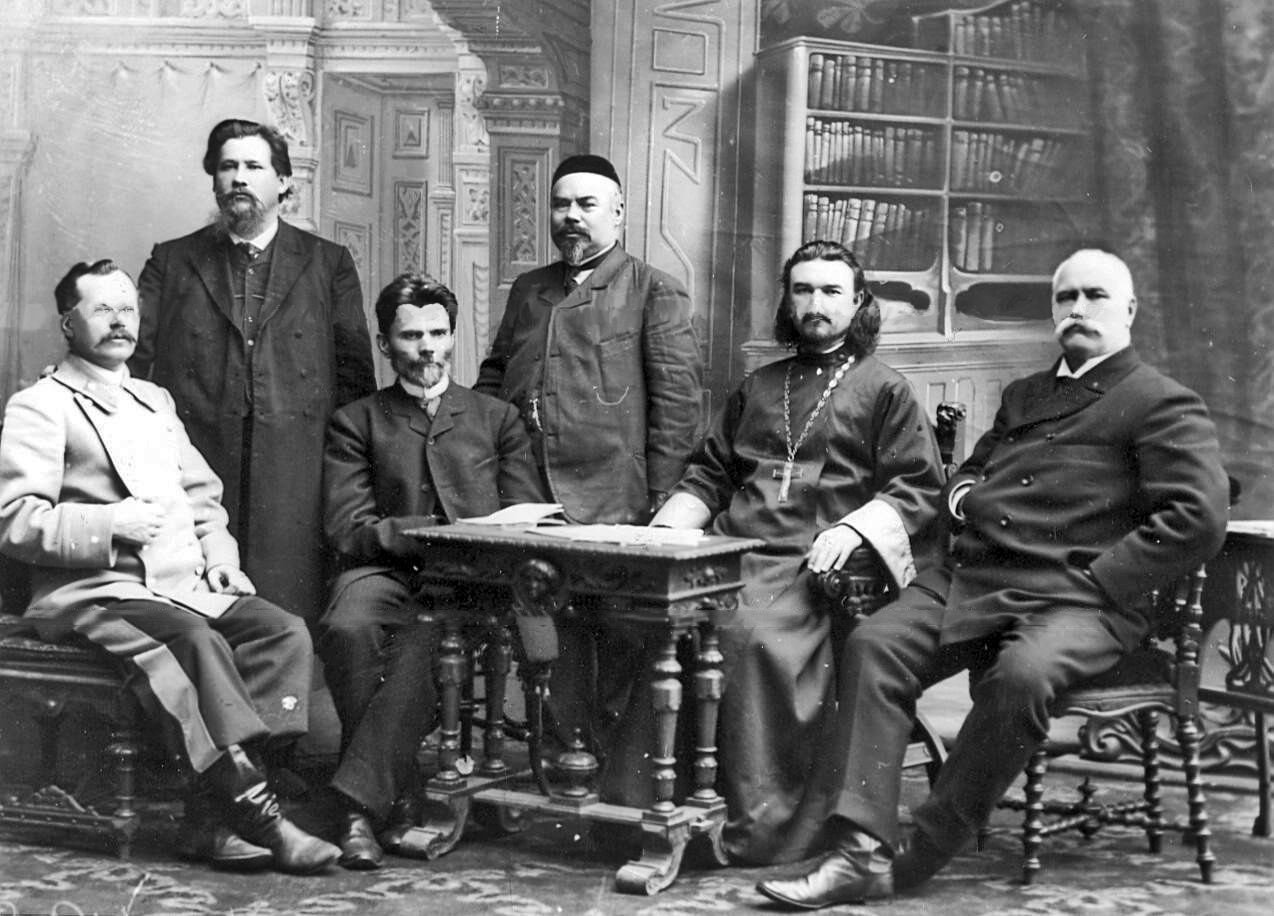
Группа депутатов Третьей Государственной думы от Оренбургской губернии: С. Шеметов, Ф. Владимиров, Н. Теребинский, З. Байбурин, Н. Балалаев, И. Покровский

В 1907 году земляки выдвинули своего атамана выборщиком депутатов. 14 октября казак С. Шеметов сам был избран в Третью Государственную думу Российской империи от съезда уполномоченных от казачьих станиц.
В III Думе Шеметов вошёл во фракцию прогрессистов («умеренный»). Стал членом комиссий по государственной обороне и по рыболовству. Он также являлся докладчиком первой из них. Подпись Шеметова стоит под законопроектами «Об изменении законов о взимании и отправлении земельных и натуральных повинностей крестьян» и «О распространении Земского положения на Область войска Донского».

Сергей Ильич выступал в прениях по вопросу о введении в Оренбургской губернии общероссийских земских учреждений — занимал позицию против распространения общих земских учреждений на территорию Оренбургского казачьего войска. Он полагал, что: 
...слияние в одно земство и казаков, и [неказачье] население Оренбургской губернии недопустимо. У казаков есть свои особенности. Они живут совершенно другой жизнью, несут другие повинности в большом объеме. Главная особенность – отбывание казаками воинской повинности за свой счет, что обходится каждому до 350 рублей. Льготами по отбыванию воинской повинности [казаки] не пользуются, служат [полные] 19 лет. У молодых – есть станичные сборы для обучения зимой, а летом – лагерные сборы из своих средств. Экономическое благосостояние после Русско-японской войны [1904–1905] и волнений в стране, неурожая, пришло в упадок...
Шеметов отстаивал позицию, что «у казаков должны быть свои, отдельные от общегубернских», земские учреждения — в противном случае казаки «потонут» в общеземском самоуправлении и «все блага от такого земства останутся на стороне прочего населения губернии, а казаки будут только плательщиками налогов».
Позицию Шеметова поддержал его коллега по фракции прогрессистов, депутат Фёдор Владимиров (от зауральского крестьянства): по их инициативе в Думе была даже организована депутатская группа для защиты интересов аграриев, в которую вошли около 20 парламентариев.

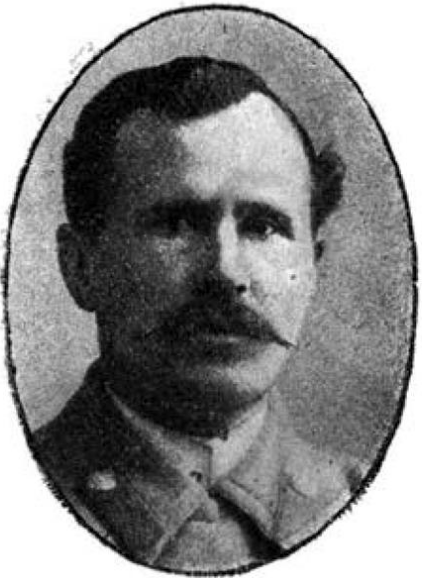
С. И. Шеметов (1913)

### Платная дача
В итоге, атаман Шеметов «не оправдал надежд губернских чиновников», так как в Госдуме вошёл в ряды хоть и умеренной, но всё-таки оппозиции. Как результат, в 1912 году, накануне избирательной кампании в российский парламент четвертого созыва было сделано практически всё, чтобы забаллотировать его, слишком самостоятельную, кандидатуру и в следующую Думу от оренбургского казачества был избран станичный атаман Михаил Канашев из Миасса, придерживавшийся «правых», консервативных взглядов.
По возвращении из Санкт-Петербурга Шеметов занялся хозяйством. В частности, он организовал в столичной лаборатории экспертизу химического состава воды озера Горькое и построил на берегу «платную дачу» (1912), то есть фактически дал начало практике санаторно-курортного лечения в Зауралье. С началом Первой мировой войны спрос на такого рода отдых упал и дача была закрыта.

### «Комиссии по вылавливанию большевиков». Омск
Активного участия в событиях двух революций 1917 года Шеметов не принимал, хотя и состоял членом съезда казачьего войскового круга, прошедшего в то время в Троицке. В 1918 году, в период Гражданской войны, он был мобилизован и служил при штабе всё того же 3-го военного отдела Оренбургского казачьего войска.
В станице Звериноголовской Шеметов являлся одним из основных членов военно-следственной комиссии («комиссии по вылавливанию большевиков»). Отходил на восток вместе с колчаковскими войсками — был уволен со службы по болезни, уже находясь в Омске, в 1919 году.
В 1920 году Шеметов привлекался к ответственности, с формулировкой «за контрреволюцию», но  был амнистирован. Был лишён избирательного права и всех социальных гарантий как бывший член Государственной Думы. Дом и всё имущество его были национализированы.

### В советское время. Арест
После занятия Омска частями Рабоче-крестьянской Красной Армии Сергей Шеметов поступил на службу в Совет народного хозяйства: он работал страховым агентом и в экспедиции по заготовке скота для нужд Красной армии, а также в экспедиции по хлебозаготовке в Курганском уезде. В 1924 году он получил должность продавца в лавке в родном селе, после чего — занимался сельским хозяйством.
Сергей Шеметов был арестован 12 декабря 1929 года по обвинению в антисоветской агитации и доставлен в Курган. Он был одним из 13 обвиняемых по делу о «казачьей контрреволюционной группе» на территории Звериноголовского района. По версии следствия, он агитировал «за казацкую самостоятельность, сохранение всех привилегий и традиций казачества». 9 мая 1930 года он был приговорён тройкой при Полномочном представительстве ОГПУ по Уралу по статье 58, части 11. Срок предварительного заключения был зачтён в наказание и Шеметов был освобождён из-под стражи. 
О дальнейшей судьбе бывшего депутата и станичного атамана ничего не известно.
20 ноября 1990 года Сергей Ильич Шеметов был реабилитирован Курганской областной прокуратурой.

## Семья
Был женат на дочери местного крупного землевладельца, казака Банщикова — Прасковье. В качестве приданого получил 483 десятины земли, доход от продажи которой составил 25 тысяч рублей; на эти средства в селе Звериноголовское был построен «большой добротный» дом с залом для балов, прямо напротив местной церкви и станичного управления.
Имел семерых детей (на 1924—1929 годы — четверых): Марию, Любовь, Тамару, Фаину, Раю, Юрия и Бориса.

## Память
С. И. Шеметов стал прототипом Игната Шемета из рассказа Л. Рыбина «Кровь на берегу»:
Много лет подряд атаманил в Звериноголовской Игнат Шемет, и только революция заставила его сложить с себя полномочия. А когда в Зверинке установилось двоевластие в лице станичного атамана, с одной стороны, и Совета рабочих и крестьянских депутатов, с другой стороны, он продолжал по-прежнему бороться за права зажиточных крестьян и всей душой ненавидел Советскую власть. И хотя во времена Колчака Игнат уже не был станичным атаманом, казаки по привычке заходили к нему то с жалобой на разночинцев, то с другими спорными вопросами